# Enlightenment
Enlightenment (Engels voor verlichting), ook kortweg E (of E17, E18, E19 of E20), is een opensource-windowmanager voor het X Window System. Enlightenment kan afzonderlijk gebruikt worden, of in de minder gebruikelijke combinatie met desktopomgevingen zoals GNOME of KDE. De eerste versie verscheen in 1996.
Het doel van het Enlightenment is een esthetisch aantrekkelijk bureaublad te maken, maar tóch snel en gebruiksvriendelijk te blijven. Ook hecht het veel waarde aan configuratie - alle onderdelen van Enlightenment zijn modulair en apart te configureren. Enlightenment ondersteunt compositie, waardoor 3D-effecten en snapping/tiling van vensters mogelijk wordt.

## Versies
Er zijn van Enlightenment meerdere versies uitgegeven. Eerst waren er een aantal testversies. Na de nodige verbeteringen werd Enlightenment-16 (of E16) uitgegeven. E17 was in ontwikkeling sinds december 2000, maar werd na twaalf jaar ontwikkeling uitgebracht als stabiele versie op 21 december 2012. E18 volgde op 21 december 2013. Deze versie vereist compositing (3D-ondersteuning).
E19 en E20 zijn daarna uitgebracht. E20 beschikt over Wayland-ondersteuning.

## Distributies
Er zijn enkele distributies die Enlightenment gebruik(t)en:
- Elive, een livecd-distributie die Enlightenment als primaire omgeving gebruikt.
- gOS (wordt niet meer verder ontwikkeld)
- Yellow Dog Linux (wordt niet meer verder ontwikkeld)
- OpenGEU (wordt niet meer verder ontwikkeld)
- PCLinuxOS
- Bodhi Linux gebruikt een fork van Enlightenment (Moksha).
- Macpup, een distributie die afgeleid is van Puppy Linux
- Manjaro Linux, een distributie gebaseerd op Arch Linux